# Tlamaya, San Luis Potosí
Tlamaya är en ort i Mexiko.   Den ligger i kommunen Matlapa och delstaten San Luis Potosí, i den sydöstra delen av landet, 220 km norr om huvudstaden Mexico City. Tlamaya ligger 108 meter över havet och antalet invånare är 303.
Terrängen runt Tlamaya är varierad. Runt Tlamaya är det ganska tätbefolkat, med 67 invånare per kvadratkilometer. Närmaste större samhälle är Tamazunchale, 9,1 km söder om Tlamaya. I omgivningarna runt Tlamaya växer huvudsakligen savannskog.